# Xyrichtys novacula
Xyrichtys novacula е вид лъчеперка от семейство Labridae.

## Разпространение
Видът е разпространен в Албания, Алжир, Американски Вирджински острови, Ангуила, Антигуа и Барбуда, Барбадос, Бахамски острови, Белиз, Бенин, Бонер, Бразилия, Британски Вирджински острови, Венецуела, Габон, Гамбия, Гана, Гваделупа, Гватемала, Гвиана, Гвинея, Гвинея-Бисау, Гибралтар, Гренада, Гърция, Доминика, Доминиканска република, Египет, Екваториална Гвинея, Западна Сахара, Израел, Испания, Италия, Кабо Верде, Кайманови острови, Камерун, Кипър, Колумбия, Коста Рика, Кот д'Ивоар, Куба, Кюрасао, Либерия, Либия, Ливан, Мавритания, Малта, Мароко, Мартиника, Мексико, Монако, Монсерат, Нигерия, Никарагуа, Панама, Португалия, Пуерто Рико, Саба, Сао Томе и Принсипи, САЩ, Свети Мартин, Сейнт Винсент и Гренадини, Сейнт Китс и Невис, Сейнт Лусия, Сен Естатиус, Сенегал, Сиера Леоне, Синт Мартен, Сирия, Словения, Суринам, Того, Тринидад и Тобаго, Тунис, Турция, Търкс и Кайкос, Франция, Френска Гвиана, Хаити, Хондурас, Хърватия, Черна гора и Ямайка.